# Warenhaus Naumann Rosenbaum (Szczecin)
Warenhaus Naumann Rosenbaum – dom handlowy, który zlokalizowany był w Szczecinie przy dzisiejszej ulicy Księdza Kardynała Stefana Wyszyńskiego, na osiedlu Stare Miasto, w dzielnicy Śródmieście. Zniszczony w czasie II wojny światowej.

## Historia
Projekt pierwszego budynku dla domu towarowego Mahnkopf und Senger sporządzono w 1896 roku. Kamienica otrzymała adres Breite Straße 19. W późniejszym czasie nazwę zmieniono, a przestrzeń handlową rozbudowano poprzez dostawienie do istniejącego budynku nowej kamienicy o adresie Breite Straße 20-21. 
W listopadzie 1918 ceny niektórych porcelanowych produktów oferowanych przez Warenhaus Naumann Rosenbaum były następujące: głęboki talerz do zupy – 75 fenigów, płytki talerz do zupy – 48 fenigów, kieliszek na jajko – 98 fenigów, serwis do kawy dla 6 osób – 11,75 marek, duża misa – 4,50 marek, nocnik – 1,75 marek.
W czasie II wojny światowej kamienice domu towarowego Warenhaus Naumann Rosenbaum zostały zniszczone. Ich ruiny rozebrano, a powstałą pustą przestrzeń zabudowano blokiem mieszkalnym ze spadzistym dachem.

## Opis
Starszy budynek domu handlowego wyróżniał się niewielkim szczytem skrywającym daszek zwieńczony hełmem. Nowszy budynek charakteryzowała przeszklona fasada. Parter, pierwsze i drugie piętro oświetlały z zewnątrz lampy z kulistymi kloszami. Ponad trzecią kondygnacją, na całej długości budynku wznosił się szczyt ozdobiony sztukaterią. 